# Herse (měsíc)
Herse (IPA: /ˈhɜrsiː/ HUR-see, řecky Ἕρση), dříve známý pod označením S/2003 J 17, je přirozený satelit Jupiteru. Objeven byl v roce 2003 skupinou astronomů vedených Brettem J. Gladmanem. Je pojmenován podle Herse, dcery boha Dia z řecké mytologie.
Herse má v průměru ~2 km, Jupiter oběhne ve vzdálenosti 22,134 Mm jednou za 672.7 dnů, s inklinací 162° k ekliptice (161° k Jupiterovu rovníku), v retrográdním směru s excentricitou 0,2379. Jedná se o nejniternějšího člena rodiny Carme, která sestává z retrográdně obíhajících měsíců, vzdálenost jejich oběžných drah od Jupiteru se pohybuje mezi 23 a 24 Gm, s iklinací o průměru ~165°.